# Eugen Breitling
Eugen Breitling (* 3. Juni 1906 in Neubulach; † 22. März 1980 in Nagold) war ein deutscher Politiker (CDU).
Breitling ließ sich zum Industriekaufmann ausbilden, 1929 zog er nach Nagold, wo er bei einem Autohaus angestellt war, bis er im Zweiten Weltkrieg in den Kriegsdienst berufen wurde. Von 1926 an war Breitling Vorsitzender des SC Neubulach, bis er 1946 im zweiten Wahlgang erstmals zum Bürgermeister der Stadt Nagold gewählt wurde, in dieses Amt wurde er dreimal bestätigt. Er saß außerdem im Kreistag des Landkreises Calw und von 1964 bis 1968 im Landtag von Baden-Württemberg. In diesen wurde er über das Direktmandat im Wahlkreis Calw gewählt. 1973 legte der langjährige Vorsitzende des Kreissportverbandes sein Bürgermeisteramt aus gesundheitlichen Gründen nieder. Im Jahr darauf wurden ihm das Bundesverdienstkreuz I. Klasse und die Ehrenbürgerschaft der Stadt Nagold verliehen. Nach ihm wurden die Eugen-Breitling-Straße und das Eugen-Breitling-Stadion (bis 2014) in Nagold benannt.